# Народне оповідання
Народні оповідання — образні оповіді та розповіді про найрізноманітніші події та випадки із реального життя, що ведуться здебільшого від імені першої особи, учасника або очевидця цих подій. Народні оповідання є жанром неказкової прози, який дуже близький до переказів і бувальщин. 
Просторово-часовою дистанцією та внутрішньою позицією оповідача народні оповідання відрізняються від переказів; спільною рисою цих жанрів є те, що вони поширюються у межах, до яких дійшов резонанс події. Якщо оповідання «відкріплюється» від місця події, набуває відносної самостійності, то воно трансформується в інший фольклорний жанр. Досить сильна взаємно перехідність жанрів викликає ряд ускладнень для класифікації текстів, які займають проміжне місце. Бувальщини відрізняються від народних оповідань тим що вони відрізняються лише фантастичним компонентом, підпадаючи під усі інші критерії жанрової диференціації. 
Одна із найвизначніших збірок народних оповідань була складена поетесою Марко Вовчок і видана в 1858 році, ця збірка має однойменну назву «Народні оповідання».